# Paspalum tenellum
Paspalum tenellum là một loài thực vật có hoa trong họ Hòa thảo. Loài này được Willd. mô tả khoa học đầu tiên năm 1809.